# Deinocerites melanophylum
Deinocerites melanophylum är en tvåvingeart som beskrevs av Dyar och Frederick Knab 1907. Deinocerites melanophylum ingår i släktet Deinocerites och familjen stickmyggor. Inga underarter finns listade i Catalogue of Life.